# Palmer Germany
Palmer ist eine deutsche Musikelektronik-Marke, unter welcher neben Tontechnik-Werkzeugen, auch Gitarrenverstärker, Gitarrenboxen und Effektgeräte hergestellt werden.
Palmer Produkte werden in Neu-Anspach im Taunus von Hand gefertigt. Die Lautsprechersimulatoren und DI-Boxen von Palmer werden weltweit auf Bühnen und in Studios eingesetzt.

## Geschichte
Palmer wurde 1980 zunächst als reiner 'Custom Amp & Mod Shop' gegründet. Als solcher wurden Instrumente, Gitarrenverstärker und kleine Helfer, repariert und modifiziert. Das erlernte Wissen und die gewonnenen Einblicke in die Kundenwünsche flossen schließlich in die Entwicklung eigener Produkte ein.

## Produkte
Palmer produziert in Handarbeit. So werden zum Beispiel die verbauten Trafos selber entwickelt, die Leiterplatinen in ihren Produkten von Hand bestückt und gelötet.

### Verstärker
Nachdem sich Palmer zunächst auf die oben genannten Helfer konzentrierte, folgten ab Oktober 2010 mit dem Palmer FAT 50 die ersten neuen Verstärker seit den 1980ern.
Der Fat 50 wird als Combo und Topteil mit passender 2×12-Zoll-Box verkauft. Der High-Gain-Vollröhrenverstärker leistet 50 Watt aus 2 5881-(6L6-)matched-Endstufenröhren und hat je einen Kanal für cleane und verzerrte Sounds, die sich einen 3-Band-Klangregler teilen. In der Vorstufe arbeiten insgesamt 4 ECC83-Röhren. Zusätzlich hat der Verstärker einen integrierten Halleffekt, der mittels „Bypass“ komplett aus dem Signalweg genommen werden kann, einen regelbaren Effektweg und ein Mastervolumeregler. Die Combo-Version hat einen Eminence-Governor-Lautsprecher verbaut.
Während die Vorstellung des Fat 50 mit noch relativ wenig Medienecho verlief, erhielt Palmer während der Frankfurter Musikmesse 2011 große Aufmerksamkeit. Grund war die Präsentation des Palmer DREI, welcher ab August 2011 auf dem Markt war. Dieser Gitarrenverstärker vereint puristische Röhrentechnik mit einem komplett neuen Konzept, welches 3 Single-Ended-Endstufenröhren miteinander kombiniert. So kann die Charakteristik 3 verschiedener Röhren bzw. 3 verschiedener „Single-ended Class A“-Verstärker stufenlos kombiniert werden. Beim Kauf beinhaltet der Amp jeweils eine EL84-, 6V6- und 6L6-Röhre, welche auch durch KT90-, KT77- oder EL34-Röhren ersetzt werden können. Je nach Kombination entstehen so Ausgangsleistungen von 5 bis 15 Watt. In der Vorstufe arbeitet eine ECC83 und als Gleichrichterröhre dient eine GZ34. Die Klangregelung wird über ein einzelnes Potentiometer geregelt. Die Sättigung kann im Normal- und Hochtonbereich gesteuert werden.
Der Verstärker erntete international gute Kritiken und wird als dynamischer, vielseitiger Studio-Verstärker beschrieben. Inzwischen ist der Verstärker jedoch nicht mehr im Programm.
Im Januar 2013 folge dann der Palmer EINS. Ein vom äußeren Design an den Palmer DREI angelehnten Verstärker. Die Ausgangsleistung beträgt 1 Watt. Serienmäßig ist er mit einer ECC83-Vorstufenröhre  und einer ECC82-Endstufenröhre bestückt. Durch Austausch der Röhren ist eine deutliche Klang und Ansprachänderung möglich. Der Verstärker besitzt eine Boxensimulation, welche dieselbe Schaltung wie das PDI 09 besitzt. Zusätzlich kann dank dem Z-High-Output mit integrierter Loadbox der Verstärker auch ohne Box betrieben werden. So lässt sich der Palmer EINS sogar als Booster oder Vorverstärker nutzen. Die Bedienung ist sehr puristisch ausgelegt. Dem Benutzer stehen lediglich ein Ton-Poti, ein Volume-Poti sowie ein Boost-Knopf zur Verfügung.  Mit 2,5 kg Gewicht und den Massen von 20,6 cm × 10,8 cm × 12,8 cm (B×H×T) ist der Verstärker ungewöhnlich handlich.
Mit dem Palmer FAB5 Combo wurde im September 2013 ein weiterer kleiner Röhrenamp auf dem Markt gebracht. Der Combo weist ein 50er-Retro-Design auf. Als Lautsprecher ist ein 10″-Ragin-Cajun von Eminence verbaut. Der Class-A-Verstärker wird durch eine 12AX7 in der Vorstufe und eine 6V6 in der Endstufe betrieben. Als Gleichrichterröhre dient eine EZ81. Die Regelung ist wiederum puristisch ausgelegt. Mit dem Volume-Regler wird die Gesamtlautstärke gesteuert. Mit einem Boost-Regler wird die Verzerrung und zusätzliche Lautstärke angehoben. Der Tone Regler werden die Höhen beschnitten. Der Verstärker hat einen zusätzlichen 8-Ohm-Ausgang sowie eine Powersoak-Funktion, mit welcher die Gesamtleistung reduziert werden kann.
An der NAMM Show 2014 wurden zwei Prototypen neuer Verstärker vorgestellt. Zum einen der 20-Watt-High-Gain-Amp Palmer Blutsturz mit Single-Ended-K88-Röhre, inkl. PDI09-Speaker-Emulator und Effektweg, zum anderen der Palmer ZWEI, mit 2 Single-Ended-Endstufen, die gemischt oder einzeln gebraucht werden können.

### Gitarrenboxen
Seit 2010 bietet Palmer auch Gitarrenboxen in verschiedenen Formaten an. So gibt es neben 1×12-Zoll-, 2×12-Zoll-, 4×12-Zoll- auch eine 1×10 Zoll-Box. Als Speaker werden gängige Modelle von Eminence und Celestion verbaut. Im Gegensatz zu den Audiowerkzeugen und Verstärkern werden die Gitarrenboxen nicht in Deutschland, sondern in China gefertigt. Lediglich die Montage der Speaker und eine Abschlusskontrolle erfolgt in Deutschland.

### Effektpedale
Palmer bietet seit 2010 Gitarren- und Basseffekte in Pedalform an. Gemeinsam haben alle Pedale ein einheitliches Stahlbox-Design, welches einerseits die Robustheit stärken soll, anderseits das Zusammenstellen verschiedener Konfigurationen vereinfachen soll. Die Pedale werden aus Kostengründen in Deutschland entworfen, aber in China produziert. Die Effektgeräte tragen für Palmer typisch deutsche Namen wie Herrenchor (bass chorus), Kaputt (octaver) oder Mutterstolz (distortion).

## Bekannte Musiker
Zu den Palmer-Nutzern gehören zum Beispiel Joe Bonamassa, Deftones, Def Leppard, Fall Out Boy, Sum 41, Godsmack, Apocalyptica.